# 森の戦士ボノロン
森の戦士ボノロン (Bonolon) は、北原星望原作、永山ゴウ作画、原哲夫プロデュースによる絵本シリーズ、及びセブン-イレブンやデニーズで配布されているフリーペーパーポラメルに掲載されている絵物語。オレンジ色の巨人ボノロンの活躍を描く。偶数月の15日に全国セブン&アイホールディングスの一部店舗にて無料配布されている。2022年10月号より作画担当が永山ゴウからヒカリンに交代し、キャラクターデザインが大幅にリニューアルされた。2007年に『ボノロン 〜不思議な森のいいつたえ〜』のタイトルでテレビアニメ化された。

## 概要
出版元
コアミックス
発行時期
平成17年6月より偶数月（2月、4月、6月、8月、10月、12月）に発行
発行形式
B5判28ページ 無料配布の絵本
発行部数
各号100万部
配布場所
セブン&アイホールディングスの一部店舗（セブン-イレブン、デニーズ、赤ちゃん本舗他）

## 世界観
人間が暮らす地上世界と、巨木の根をネットワークとして繋がれた別世界タスムンの森が物語の舞台である。

## 登場キャラクター
ボノロン
主人公であるオレンジ色の巨人。一人称は「オデ」、二人称は「オメ」。泣き虫だが心優しい「タスムン族」の男の子で森の戦士。大樹のそばで涙を流した者の願いを一つ叶える。とは言えボノロン自身が持っている能力は、人間より長命なこと、力持ちなこと、空が飛べることぐらいで、どんな願いでも叶えられるわけではない（例えば、死者を蘇らせたり、寿命を大幅に延ばしたりはできない）。そのため、相棒のゴンと一緒に知恵を絞り、時には他者の力を借りて、願いの奥に隠された本当の気持ちを相手に気付かせるのが物語の基本パターンとなっている。体は大きく年齢は90歳だが、タスムン族の1年は人間の10年に相当するため、人間年齢に換算するとまだ9歳である。
ゴン
ボノロンの親友の犬。第2話『よっぱらいのゴンの巻』から登場。常に包帯を巻いているのは、薄汚いノラ犬だった頃にたびたび村人から暴行を受けてきたため。危機に瀕した者を放っておけない性格だが、その行為は周囲に（ボノロン以外）伝わらず報われない目に遭ってきた。『友だちの巻』で瀕死の状態に陥っていたところをボノロンに助けられて以来、タスムンの森に入る権利と声真似の能力を得てボノロンと共に行動するようになる。
ユリシア
砂漠化の危機に晒されている森の妖精。元々はタスムン族でボノロンの幼馴染だったが、不治の病に倒れ、死後妖精へと転生した。転生の際に記憶が失われてしまったため、ボノロンと再会した時には自分の名前や思い出も忘れてしまっていたが、ボノロンが再び昔の名前を付けてあげ、改めて友達となっている。
オーバ
物語の語り手を務める老婆。アニメ版オリジナル。

## 書誌情報
- 森の戦士ボノロン 涙のきせきの巻 2008年2月発行 ISBN 978-4-902022-57-5
- 森の戦士ボノロン よっぱらいのゴンの巻 2008年8月発行 ISBN 978-4-902022-59-9
- 森の戦士ボノロン 雪ホタルの巻 2009年1月発行 ISBN 978-4-902022-61-2
- 森の戦士ボノロン カミナリ赤ちゃんの巻 2009年04月 ISBN 978-4-902022-69-8
- 森の戦士ボノロン ベジのゆびきりの巻 2009年07月 ISBN 978-4-902022-70-4
- 森の戦士ボノロン ママの宝ものの巻 2009年12月 ISBN 978-4-902022-73-5
- 森の戦士ボノロン 幸せのタネの巻 2010年05月 ISBN 978-4-902022-76-6
- 森の戦士ボノロン 勇気の石の巻 2011年03月 ISBN 978-4-905246-00-8
- 森の戦士ボノロン 帰ってきたやさしさの巻 2012年08月 ISBN 978-4-905246-27-5
- 森の戦士ボノロン 友だちになれるかなの巻 2013年05月 ISBN 978-4-905246-30-5
- 森の戦士ボノロン いつもいっしょだワンの巻 2014年05月 ISBN 978-4-905246-32-9

## テレビアニメ
「ボノロン　～不思議な森のいいつたえ～」のタイトルで2007年11月から2008年5月にかけてキッズステーションで放送された。全26話。

### 声の出演
- ボノロン・オーバ - 伊藤かずえ
- ゴン - 篁莎耶

### スタッフ
- 原作 - 北原星望
- 総監督 - 加藤友誠
- 監督 - うえだひでひと
- 脚本 - 梅村真也
- キャラクター原案 - 永山ゴウ
- キャラクターデザイン - 川筋豊
- 音楽 - 海津賢、高橋浩一郎
- 音響監督 - 松丸利行
- エグゼクティブプロデューサー - 飛田野和彦、森岡昌弘
- プロデューサー - 高島健一、加藤博
- アニメーション制作 - アクタス
- 制作 - フォーサム
- 製作 - ノース・スターズ・ピクチャーズ、キッズステーション

### 主題歌
オープニングテーマ「ボノロンと歩こう!」
作詞 - 北原星望 / 作曲 - mayu / 編曲 - 加藤みちあき / 歌 - うちやえゆか（コーラス：ヤング・フレッシュ）
エンディングテーマ「ボノロン絵かき歌」
作詞 - 北原星望 / 作曲 - 岩切芳郎 / 編曲 - 加藤みちあき / 歌 - うちやえゆか（コーラス：ヤング・フレッシュ）

### 各話リスト
| 話数   | サブタイトル     | 絵コンテ       | 演出           | 作画監督   | 放送日         |
| ------ | ---------------- | -------------- | -------------- | ---------- | -------------- |
| 第1話  | ボノロン登場     | うえだひでひと | うえだひでひと | 川筋豊     | 2007年 11月5日 |
| 第2話  | 勇気の水         | うえだひでひと | うえだひでひと | 湖川友謙   | 11月12日       |
| 第3話  | 約束の桜         | うえだひでひと | うえだひでひと | 井口忠一   | 11月19日       |
| 第4話  | 巨人の靴         | 川筋豊         | 川筋豊         | 川筋豊     | 11月26日       |
| 第5話  | 命の種           | 湖川友謙       | 湖川友謙       | 蕗此此     | 12月3日        |
| 第6話  | 失くした宝物     | 高橋しんや     | 高橋しんや     | 高橋しんや | 12月10日       |
| 第7話  | 雪夜             | 川筋豊         | 川筋豊         | 川筋豊     | 12月17日       |
| 第8話  | 12日目の奇跡     | 古川順康       | 登坂晋         | 登坂晋     | 12月24日       |
| 第9話  | 神様の足あと     | 川筋豊         | 川筋豊         | 川筋豊     | 2008年 1月7日  |
| 第10話 | イバラの館       | うえだひでひと | うえだひでひと | 井口忠一   | 1月14日        |
| 第11話 | 時の年輪         | うえだひでひと | うえだひでひと | 佐藤修     | 1月21日        |
| 第12話 | 本当の強さ       | 湖川友謙       | 湖川友謙       | 蕗此此     | 1月28日        |
| 第13話 | 消える妖精       | うえだひでひと | うえだひでひと | 藤岡智     | 2月4日         |
| 第14話 | 嫌われゴン       | うえだひでひと | うえだひでひと | 華房泰堂   | 2月11日        |
| 第15話 | 宝石の川         | 川筋豊         | 川筋豊         | 川筋豊     | 2月18日        |
| 第16話 | 見えない女の子   | うえだひでひと | うえだひでひと | 井口忠一   | 2月25日        |
| 第17話 | 草むらの音楽会   | 佐野隆史       | 佐野隆史       | 佐野隆史   | 3月3日         |
| 第18話 | 最後のマジック   | 佐土原武之     | 佐土原武之     | 平田卓也   | 3月10日        |
| 第19話 | おもちゃの心     | うえだひでひと | 登坂晋         | 藤岡智     | 3月17日        |
| 第20話 | 大きいマルス     | 大平直樹       | 大平直樹       | 大平直樹   | 3月24日        |
| 第21話 | ドラゴンの涙     | 大平直樹       | 大平直樹       | 大平直樹   | 3月31日        |
| 第22話 | 笑いの森         | 佐土原武之     | 佐土原武之     | 平田卓也   | 4月12日        |
| 第23話 | 思い出の老木     | 佐野隆史       | 佐野隆史       | 佐野隆史   | 4月19日        |
| 第24話 | 森のクマさん     | うえだひでひと | 川筋豊         | 川筋豊     | 4月26日        |
| 第25話 | 心の涙           | うえだひでひと | うえだひでひと | 藤岡智     | 5月3日         |
| 第26話 | ボノロンと歩こう | うえだひでひと | うえだひでひと | 川筋豊     | 5月10日        |

## 舞台
同シリーズ20周年を記念し2025年夏に096k熊本歌劇団により舞台化。本公演は夏休みにファミリー向け無料招待公演であり、序盤と終盤の一般公演以外は販売されない。当初、ファミリー向け無料招待公演は2025年7月27日から8月24日（休演日含む）にかけて34公演、一般公演は2025年7月25日から8月31日（休演日含む）にかけて5公演が予定されていたが、休演日と時間帯の追加で8月27日から8月31日に7公演増えた。

### キャスト（舞台）
|                  | くすのき組         | ねこだけ組         |
| ---------------- | ------------------ | ------------------ |
| ボノロン         | 七野こまり         | 上琴絵             |
| ゴン             | 中島悠             | 谷山夢             |
| サンガ           | 白石楓佳           | 菅井育美           |
| じいちゃん       | 菅井育美           | 岩田なち           |
| ガーズ           | 梅高みな美         | 梅高みな美         |
| 子分             | ナリタ・ミステイク | ナリタ・ミステイク |
| 子分             | 上琴絵             | 一之瀬緋彗         |
| 精霊の女王ナーバ | 廻船陽果           | 白石楓佳           |
| 精霊             | 春川智花           | 七野こまり         |
| 精霊             | 谷山夢             | 中島悠             |
| 精霊             | 山本実佳           | 山本実佳           |

### スタッフ（舞台）
- 原作 - 「森の戦士ボノロン ねこ岳のゲンタの巻」
- 演出:友花
- 脚本:吉田武寛
- 音楽:オレノグラフィティ
- 振付:HIDALI
- 美術:冨澤奈美
- 照明:宮野和夫
- 音響:中島正人
- 映像:ワタナベ カズキ
- アクション:冨田昌則
- 衣裳:小野涼子
- ヘアメイク:蔦谷いづみ
- 歌唱指導:黒崎ジュンコ
- 舞台監督:安田美知子
- 造形協力:湯田商店
- 制作協力:藤野和美
- 制作：熊本コアミックス（コアミックスグループ）